# Едо Маайка
Едін Осміч (народився 22 грудня 1978 року), більш відомий під іменем Едо Маайка - боснійський репер, продюсер та автор пісень. Його популярність привела його групу Disciplinska Komisija до мейнстріму.

## Біографія
Едін Осміч народився у батьків боснійського походження Аземіни та Фехіма. Він виріс у Брчко, там закінчив початкову школу. У 1992 році, коли розпочалася боснійська війна, він залишив Боснію і Герцеговину і поїхав до Загреба, столиці Хорватії, де почав відвідувати вищу механічну школу. Після війни Едін повернувся до Боснії для вивчення кримінального права в Тузлі, але так і не закінчив навчання. Після року навчання Осміч кинув школу через фінансові проблеми і повернувся до Загреба, щоб зустрітися з другом (із групи Elemental). Він записав свій перший сингл «Мінімальний ризик». Через місяць був записаний "Mahir i Alma ". Пісні стали головними хітами шоу «Затемнення» загребської радіостанції «Радіо 101». Демо-версія «Mahir i Alma» стала хітом Камелеона 2001 року.
Він живе в Загребі, Хорватія, з дружиною та дітьми.

## Творча діяльність
Едін Осміч захопився хіп-хопом, коли навчався в середній школі. Він записав кілька демо-треків за допомогою бітбоксінгу. Едін поїхав до Тузли і став членом хардкорної реп-групи Diskord, згодом названої Odbrana (оборона боснійською). Група стала однією з найкращих у місті Тузла та усій Боснії. Їх демо-сингл «Odbrana '99» (Defense '99) був хітом року на радіостанції «Radio Hit» у Брчко.

#### Дебютний альбом (2001-04)
Осміч анонсував свій дебютний альбом синглом Znaš me. Дебютний альбом «Slušaj mater» випустив навесні 2002 року під лейблом Menart and Fmjam. Ще два сингли, Jesmo'l Sami (Ми одні), записані в кінці 2002 року і Prikaze (Привиди) на початку 2003 року.

#### Другий альбом (2004-06)
У квітні 2004 року співак випустив свій другий альбом No Sikiriki. У перший день альбом був проданий у кількості 5000 примірників. Осміч гастролював до кінця року, щоб просувати альбом. У 2005 році він здійснив гастролі в США та Канаді, відвідавши міста Торонто, Сент-Луїс, Нью-Йорк, Атланту та Детройт, при цьому вперше боснійська зірка хіп-хопу здійснила гастролі в Північній Америці.

#### Третій альбом (2006-08)
Запис пісень для третього студійного альбому Stig'o Ćumur розпочався в серпні 2005 року, а альбом вийшов у березні 2006 року. Першим синглом став "To mora da je ljubav " («Це має бути любов») за участю Ремі з Elemental), на даний сингл був знятий кліп у Сараєво. Едо Маайка розпочав просування свого третього альбому наприкінці березня, у день виходу альбому.

#### Четвертий альбом (2008-12)
Його четвертий альбом вийшов 25 березня 2008 року. Назва альбому була змінена з Sjeti Se на Idemo Dalje. У грудні 2008 року альбом отримав назву Balkansko a naše . На початку червня він оголосив, що створив нову групу під назвою TRNOKOP, і прем'єра групи відбулася на Рокайфесті.
Наприкінці 2008 року «Balkanko a Nase» опинився на 36-му місці найкращих альбомів року.
У червні 2010 року Едін Осміч випустив свій найкращий альбом Spomen ploča 2002—2009, згодом змінив альбом зі своєю новоствореною групою, де вони використовували інструменти групи як музику та більш м'який вокал.
Осміч також був представлений як суддя та виконавець у першій битві Red Bull MC, яка відбулася в Сараєво, Боснія, 23 квітня 2010 року. Наступного року він був ведучим боснійського Red Bull MC Battle 2011.

#### П'ятий альбом (2012-18)
П'ятий студійний альбом Осміча вийшов у квітні 2012 р. Першим синглом став Imaš li ti šta para, за яким пішов перший музичний кліп та другий сингл Panika, випущений 26 грудня 2011 р. Режисер Філіп Філкович Філац, який режисував обидва кліпи, описав відео як продовження «Panika».

## Особливості творчості
Для творчості Осміча властива різноманітна тематика, зв'язок з аудиторією.
Його тексти описуються як варіація емоційного підключення до глядача.

### Друге я
У Осміча є альтер его або псевдонім, який він називає Бербо. Його описують як людину, яка любить наркотики, алкоголь, швидкі та дорогі машини, жінок та поп-музику. Осміч заявив, що характер Бербо є повною протилежністю йому самому, і що це скоріше жарт, ніж сприймання серйозно.

## Бізнес-підприємства
У вересні 2006 року Осміч відкрив кафе-бар «No sikiriki», названий на честь його другого альбому. Поряд із напоями в кафе подають і його улюблену їжу, чевапі .
Разом із кафе-баром він також планує видавати щотижневий журнал, який буде зосереджений лише на позитивних речах, що відбуваються у повсякденному житті та на музичній сцені.

## Інцидент у спортивному залі
У 2005 році Осміч провів концерт у Спортивному заліі. Спонсором концерту виступила компанія T-mobile Хорватія. Перед концертом Осміч провів прес-конференцію, де критикував своїх спонсорів за звільнення робітників після того, як вони змінили свій «бренд». Він також пояснив своє рішення співпрацювати з телекомунікаційною монополією тим, що хоче, щоб його квиток на концерт становив 45 кун або менше.

## Освітня акція ЮНІСЕФ у Боснії
Осміч був одним із трьох митців, які були представлені в освітній програмі ЮНІСЕФ у Боснії проти ВІЛ / СНІДу .

## Дискографія

### Студійні альбоми
- Слушай матері (2002)
- No sikiriki (2004)
- Stig'o Ćumur (2006)
- Балкансько а наші (2008)
- Štrajk mozga (2012)
- Put u plus (2018)

## Фільмографія

### Документальні фільми
Було зроблено кілька документальних фільмів про життя та кар'єру Осміча. Прем'єра документального фільму Хорватського радіотелевізіону «Едо Маайка — Севда про Родаму» відбулася 27 липня 2007 року на кінофестивалі в Мотовуні.
| Рік      | Заголовок                       | Роль | Примітки |
| -------- | ------------------------------- | ---- | -------- |
| 2003 рік | Trajno Nastanjeni Stranac       | Сам  |          |
| 2007 рік | Едо Маайка — Севдаха про Родаму | Сам  |          |

### Фільми
| Рік      | Заголовок                       | Роль | Примітки |
| -------- | ------------------------------- | ---- | -------- |
| 2003 рік | Bore Lee: Čuvaj se Sinjske Ruke | Сам  |          |

#### Анімовані
| Рік      | Заголовок                                  | Роль                | Примітки                          |
| -------- | ------------------------------------------ | ------------------- | --------------------------------- |
| 2003 рік | Брат Ведмідь                               | Туке                | голос (боснійською мовою)         |
| 2005 рік | Курка маленька                             | Мер Туреччини Луркі | голос (боснійською мовою)         |
| 2006 рік | Льодовиковий період: розплав               | Сід                 | голос (боснійською / хорватською) |
| 2009 рік | Льодовиковий період: Світанок динозаврів   | Сід                 | голос (боснійською / хорватською) |
| 2010 рік | Тварини Юнайтед                            |                     | голос (боснійською мовою)         |
| 2012 рік | Льодовиковий період: континентальний дрейф | Сід                 | голос (боснійською / хорватською) |
| 2016 рік | Льодовиковий період: курс зіткнень         | Сід                 | голос (боснійською / хорватською) |

## Нагороди
| Рік      | Номіновані роботи                 | Премія | Результат |
| -------- | --------------------------------- | --- | --------- |
| 2003 рік | Едо Маайка                        | style="background: #99FF99; color: black; vertical-align: middle; text-align: center; " class="yes table-yes2"\|Перемога |           |
| 2003 рік | Слушай матер                      | style="background: #99FF99; color: black; vertical-align: middle; text-align: center; " class="yes table-yes2"\|Перемога |           |
| 2003 рік | Едо Маайка                        | style="background: #99FF99; color: black; vertical-align: middle; text-align: center; " class="yes table-yes2"\|Перемога |           |
| 2003 рік | Знай мене                         | style="background: #99FF99; color: black; vertical-align: middle; text-align: center; " class="yes table-yes2"\|Перемога |           |
| 2003 рік | Слушай матері — Едо Маайка та Даш | style="background: #FDD; color: black; vertical-align: middle; text-align: center; " class="no table-no2"\|Номінація     |           |
| 2004 рік | Teško je ful biti kul             | style="background: #99FF99; color: black; vertical-align: middle; text-align: center; " class="yes table-yes2"\|Перемога |           |
| 2005 рік | Едо Маайка                        | style="background: #99FF99; color: black; vertical-align: middle; text-align: center; " class="yes table-yes2"\|Перемога |           |
| 2005 рік | Немає сикірікі                    | style="background: #99FF99; color: black; vertical-align: middle; text-align: center; " class="yes table-yes2"\|Перемога |           |
| 2005 рік | Немає сикірікі                    | style="background: #99FF99; color: black; vertical-align: middle; text-align: center; " class="yes table-yes2"\|Перемога |           |
| 2005 рік | Немає сикірікі                    | style="background: #99FF99; color: black; vertical-align: middle; text-align: center; " class="yes table-yes2"\|Перемога |           |
| 2006 рік | Хаймо рушит                       | style="background: #99FF99; color: black; vertical-align: middle; text-align: center; " class="yes table-yes2"\|Перемога |           |
| 2007 рік | Стіґо Цумур                       | style="background: #99FF99; color: black; vertical-align: middle; text-align: center; " class="yes table-yes2"\|Перемога |           |
| 2007 рік | Бомба                             | style="background: #99FF99; color: black; vertical-align: middle; text-align: center; " class="yes table-yes2"\|Перемога |           |
| 2009 рік | Балкансько а наше                 | style="background: #99FF99; color: black; vertical-align: middle; text-align: center; " class="yes table-yes2"\|Перемога |           |
| 2011 рік | Spomen ploča 2002—2009            | style="background: #99FF99; color: black; vertical-align: middle; text-align: center; " class="yes table-yes2"\|Перемога |           |

Нагороди Порін
| Рік      | Номіновані роботи                                   | Премія | Результат |
| -------- | --------------------------------------------------- | --- | --------- |
| 2003 рік | Едо Маайка                                          | style="background: #99FF99; color: black; vertical-align: middle; text-align: center; " class="yes table-yes2"\|Перемога |           |
| 2003 рік | Слушай матер                                        | style="background: #FDD; color: black; vertical-align: middle; text-align: center; " class="no table-no2"\|Номінація     |           |
| 2003 рік | Слушай матер                                        | style="background: #FDD; color: black; vertical-align: middle; text-align: center; " class="no table-no2"\|Номінація     |           |
| 2004 рік | Едо Маайка та Гладно піво — «Teško je ful biti kul» | style="background: #99FF99; color: black; vertical-align: middle; text-align: center; " class="yes table-yes2"\|Перемога |           |
| 2005 рік | Немає сикірікі                                      | style="background: #99FF99; color: black; vertical-align: middle; text-align: center; " class="yes table-yes2"\|Перемога |           |
| 2005 рік | Pržiiiii                                            | style="background: #99FF99; color: black; vertical-align: middle; text-align: center; " class="yes table-yes2"\|Перемога |           |
| 2005 рік | Немає сикірікі                                      | style="background: #FDD; color: black; vertical-align: middle; text-align: center; " class="no table-no2"\|Номінація     |           |
| 2005 рік | Немає сикірікі                                      | style="background: #FDD; color: black; vertical-align: middle; text-align: center; " class="no table-no2"\|Номінація     |           |
| 2007 рік | Стіґо Цумур                                         | style="background: #FDD; color: black; vertical-align: middle; text-align: center; " class="no table-no2"\|Номінація     |           |
| 2009 рік | Балкансько а наше                                   | style="background: #FDD; color: black; vertical-align: middle; text-align: center; " class="no table-no2"\|Номінація     |           |
| 2011 рік | Spomen ploča                                        | style="background: #FDD; color: black; vertical-align: middle; text-align: center; " class="no table-no2"\|Номінація     |           |
| 2013 рік | Štrajk mozga                                        | style="background: #FDD; color: black; vertical-align: middle; text-align: center; " class="no table-no2"\|Номінація     |           |
| 2013 рік | Едо Маайка та Арсен Дедич — «Šta će reć»            | style="background: #FDD; color: black; vertical-align: middle; text-align: center; " class="no table-no2"\|Номінація     |           |
| 2019 р   | Покладіть u плюс                                    | style="background: #FDD; color: black; vertical-align: middle; text-align: center; " class="no table-no2"\|Номінація     |           |

Нагороди Златна Кугла
| Рік      | Номіновані роботи                            | Премія | Результат |
| -------- | -------------------------------------------- | --- | --------- |
| 2004 рік | Едо Маайка та Лексауріні                     | style="background: #99FF99; color: black; vertical-align: middle; text-align: center; " class="yes table-yes2"\|Перемога |           |
| 2004 рік | Prikaze                                      | style="background: #FDD; color: black; vertical-align: middle; text-align: center; " class="no table-no2"\|Номінація     |           |
| 2005 рік | Едо Маайка                                   | style="background: #99FF99; color: black; vertical-align: middle; text-align: center; " class="yes table-yes2"\|Перемога |           |
| 2005 рік | Pržiiiii                                     | style="background: #99FF99; color: black; vertical-align: middle; text-align: center; " class="yes table-yes2"\|Перемога |           |
| 2005 рік | www.edomaajka.com                            | style="background: #99FF99; color: black; vertical-align: middle; text-align: center; " class="yes table-yes2"\|Перемога |           |
| 2005 рік | Едо Маайка                                   | style="background: #99FF99; color: black; vertical-align: middle; text-align: center; " class="yes table-yes2"\|Перемога |           |
| 2007 рік | Едо Маайка                                   | style="background: #99FF99; color: black; vertical-align: middle; text-align: center; " class="yes table-yes2"\|Перемога |           |
| 2007 рік | Стіґо Цумур                                  | style="background: #99FF99; color: black; vertical-align: middle; text-align: center; " class="yes table-yes2"\|Перемога |           |
| 2007 рік | Едо Маайка                                   | style="background: #99FF99; color: black; vertical-align: middle; text-align: center; " class="yes table-yes2"\|Перемога |           |
| 2007 рік | Стіґо Цумур                                  | style="background: #99FF99; color: black; vertical-align: middle; text-align: center; " class="yes table-yes2"\|Перемога |           |
| 2007 рік | Едо Маайка                                   | style="background: #99FF99; color: black; vertical-align: middle; text-align: center; " class="yes table-yes2"\|Перемога |           |
| 2007 рік | Стіґо Цумур                                  | style="background: #99FF99; color: black; vertical-align: middle; text-align: center; " class="yes table-yes2"\|Перемога |           |
| 2007 рік | Едо Маайка                                   | style="background: #99FF99; color: black; vertical-align: middle; text-align: center; " class="yes table-yes2"\|Перемога |           |
| 2009 рік | Balkanko a naše / дизайн Комуніс / Ідеологія | style="background: #99FF99; color: black; vertical-align: middle; text-align: center; " class="yes table-yes2"\|Перемога |           |
| 2009 рік | Едо Маайка                                   | style="background: #FDD; color: black; vertical-align: middle; text-align: center; " class="no table-no2"\|Номінація     |           |

| Рік      | Номіновані роботи | Премія | Результат |
| -------- | ----------------- | --- | --------- |
| 2003 рік | Едо Маайка        | style="background: #99FF99; color: black; vertical-align: middle; text-align: center; " class="yes table-yes2"\|Перемога |           |
| 2003 рік | Знай мене         | style="background: #99FF99; color: black; vertical-align: middle; text-align: center; " class="yes table-yes2"\|Перемога |           |
| 2003 рік | Слушай матер      | style="background: #FDD; color: black; vertical-align: middle; text-align: center; " class="no table-no2"\|Номінація     |           |
| 2003 рік | Едо Маайка        | style="background: #FDD; color: black; vertical-align: middle; text-align: center; " class="no table-no2"\|Номінація     |           |

| Рік      | Премія                  | Категорія | Результат |
| 2006 рік | MTV Europe Music Awards | style="background: #FDD; color: black; vertical-align: middle; text-align: center; " class="no table-no2"\|Номінація |           |
| 2010 рік | MTV Europe Music Awards | style="background: #FDD; color: black; vertical-align: middle; text-align: center; " class="no table-no2"\|Номінація |           |